# Гохтаник
Гохтаник (арм. Գողթանիկ) — село в Вайоцдзорской области Армении.

## География
Село расположено в северной части марза, на левом берегу реки Ехегис, на расстоянии 29 километров к северо-востоку от города Ехегнадзор, административного центра области. Абсолютная высота — 1850 метров над уровнем моря.
Климат
Климат характеризуется как умеренно холодный, влажный (Dfb в классификации климатов Кёппена). Среднегодовая температура воздуха составляет 6,8 °C. Средняя температура самого холодного месяца (января) составляет −5,1 °С, самого жаркого месяца (июля) — 18,2 °С. Расчётная многолетняя норма атмосферных осадков — 462 мм. Наибольшее количество осадков выпадает в мае (78 мм).

## Население
| Год переписи | Население          | Население          | Население          | Население            | Население            | Население            |
| Год переписи | Наличное население | Наличное население | Наличное население | Постоянное население | Постоянное население | Постоянное население |
| Год переписи | Всего              | Мужчины            | Женщины            | Всего                | Мужчины              | Женщины              |
| ------------ | ------------------ | ------------------ | ------------------ | -------------------- | -------------------- | -------------------- |
| 2001         | 236                | 105                | 131                | 209                  | 94                   | 115                  |
| 2011         | 190                | 94                 | 96                 | 190                  | 95                   | 95                   |

| Год  | Численность | Численность |
| ---- | ----------- | ----------- |
| 1897 | 566         | [ 8 ]       |
| 1926 | 217         | [ 8 ]       |
| 1939 | 451         | [ 8 ]       |
| 1959 | 414         | [ 8 ]       |
| 1976 | 642         | [ 8 ]       |
| 1979 | 726         | [ 8 ]       |
| 1989 | 148         | [ 9 ]       |
| 2001 | 209         | [ 8 ]       |
| 2011 | 190         | [ 10 ]      |